# ClanLib
ClanLib est un kit de développement multiplate-forme écrit en C++ permettant de réaliser des applications multimédia, comme des jeux vidéo.
Cette bibliothèque fournit un système de fenêtrage pour réaliser des graphismes 2D rendus au niveau logiciel ou matériel, ou bien pour réaliser des applications 3D en OpenGL. Un module permet également d'intégrer des éléments d'interface graphique.
Cette bibliothèque est disponible pour les systèmes d'exploitation Windows, Linux et Mac OS X.

## Fonctionnalités
Les fonctionnalités sont réparties en plusieurs modules : système, fenêtrage, graphismes 2D, interface graphique, son, réseau, base de données, etc. Des classes gèrent le temps, l'affichage de texte avec des CSS, la lecture de documents XML, l'accès aux archives Zip, les expressions rationnelles, les courbes de Bézier, des fonctions mathématiques pour les calculs spécifiques à la 2D et la 3D, détection des collisions, gestion des ressources, interactions réseau, etc.

## Exemple
Voici un exemple d'utilisation de ClanLib en C++ qui affiche un simple texte dans une fenêtre de 640 par 480 pixels :
```
#include
 
<ClanLib/core.h>

#include
 
<ClanLib/application.h>

#include
 
<ClanLib/display.h>

#include
 
<ClanLib/gl.h>

class
 
ExampleProgram

{

public
:

    
static
 
int
 
main
(
const
 
std
::
vector
<
CL_String
>
 
&
args
)

    
{

        
CL_SetupCore
 
setup_core
;

        
CL_SetupDisplay
 
setup_display
;

        
CL_SetupGL
 
setup_gl
;

        
CL_DisplayWindow
 
window
(
"Simple App"
,
 
640
,
 
480
);

        
CL_GraphicContext
 
gc
 
=
 
window
.
get_gc
();

        
CL_InputContext
 
ic
 
=
 
window
.
get_ic
();

        
CL_Font
 
font
(
gc
,
 
"Tahoma"
,
 
32
);

        
CL_BlendMode
 
blend_transparent
;

        
blend_transparent
.
enable_blending
(
true
);

        
while
 
(
ic
.
get_keyboard
().
get_keycode
(
CL_KEY_ESCAPE
)
 
==
 
false
)

        
{

            
gc
.
clear
(
CL_Colorf
::
white
);

            
gc
.
set_map_mode
(
cl_map_2d_upper_left
);

            
gc
.
set_blend_mode
(
blend_transparent
);

            
font
.
draw_text
(
gc
,
 
24
,
 
24
,
 
"Hello ClanLib"
,
 
CL_Colorf
::
black
);

            
window
.
flip
();

            
CL_KeepAlive
::
process
();

        
}

        
return
 
0
;

    
}

};

CL_ClanApplication
 
app
(
&
ExampleProgram
::
main
);

```

Sous linux, vous pouvez compiler cet exemple avec la version 2.1 de ClanLib avec la commande :
```
LD=`pkg-config --cflags --libs clanCore-2.1 clanDisplay-2.1 clanGL-2.1 clanApp-2.1`
g++ -o hello $LD clanexample.cxx

```